# Carcharhinus tilstoni
A Carcharhinus tilstoni a porcos halak (Chondrichthyes) osztályának kékcápaalakúak (Carcharhiniformes) rendjébe, ezen belül a kékcápafélék (Carcharhinidae) családjába tartozó faj.

## Előfordulása
A Carcharhinus tilstoni előfordulási területe az Indiai-óceánban és a Csendes-óceán nyugati felén van. Eddig, csak Ausztrália trópusi, kontinentális selfjén találták meg ezt a fajt. Mivel igen hasonlít a feketevégű cápára (Carcharhinus limbatus), a kettőt csak biokémiai vizsgálatok, valamint a csigolyaszámok alapján lehet megkülönböztetni.

## Megjelenése
Ez a cápafaj legfeljebb 200 centiméter hosszú és 52 kilogramm testtömegű. 115 centiméteresen már felnőttnek számít. Háti része sötétszürke, hamuszürke kék árnyalattal vagy halványszürke bronzos árnyalattal. Hasi része sárgás fehér. Az oldalai a hasúszók tövéig, egy-egy sötét sáv húzódik. A hasúszók végein jól látható fekete foltok vannak.

## Életmódja
Trópusi szirticápa, amely a tengerpartok közelében él; bár 150 méteres mélységekbe is leúszik. Néha a brakkvízben is fellelhető. Nappal inkább a tengerfenék közelében tartózkodik, míg éjszaka feljön a felszínre. Főleg csontos halakkal táplálkozik, bár kisebb mértékben fejlábúakat is fogyaszt. Nagy rajokat alkothat.
Legfeljebb 12 évig él.

## Szaporodása
Elevenszülő porcos hal; a peték kiürülő szikzacskója az emlősök méhlepényéhez hasonlóan a nőstény szöveteihez kapcsolódik. Belső megtermékenyítéssel szaporodik, párosodáskor a cápák egymáshoz simulnak. Egy alomban 1-6, általában 3 kis cápa van. A kis Carcharhinus tilstoni születésekor körülbelül 60 centiméter hosszú. 10 hónapos vemhesség után a nőstény januárban ad életet kicsinyeinek. Évente egyszer szaporodik.

## Felhasználása
A Carcharhinus tilstonit csak kisebb mértékben halásszák. A húsa és úszói emberi fogyasztásra alkalmasak, bár vigyázni kell, mivel szöveteibe nagy mennyiségű higany gyülemlik fel.